# Мартинсен, Кнуд Бёрге
Кнуд Бёрге Мартинсен (дат. Knud Børge Martinsen; 30 ноября 1905, Сандвед, коммуна Нествед, Дания — 25 июня 1949, Копенгаген) — датский офицер, оберштурмбаннфюрер СС, командир добровольческих корпусов СС «Данмарк» и «Шальбург» в годы Второй мировой войны.

## Биография
Кнуд Бёрге Мартинсен родился в коммуне Нествед в деревне Сандвед в 1905 году. Сын Ханса Кристиана Мартинсена и Оттилии Марии Поульсен. В армии с 1928 года, после 10 лет службы был произведён в капитан-лейтенанты. В 1940 году посещал курсы в военной академии дворца Фредериксберг, сослуживцы считали его перспективным военачальником.
9 апреля 1940 года Германия без боя заняла Данию, и уже 26 апреля Мартинсен вступил в национал-социалистическую рабочую партию Дании и принял участие в нескольких демонстрациях, что поставило крест на его карьере в датской армии. В знак протеста Мартинсен ушёл из армии и вступил в ряды Ваффен-СС, где командовал 2-й ротой Добровольческого корпуса СС «Данмарк», которым руководил Кристиан Крюссинг, а также 4-й ротой того же корпуса при командире Христиане фон Шальбурге. Некоторое время он был фактическим командиром корпуса, ещё до назначения Шальбурга и после ухода Крюссинга.
После гибели Шальбурга Мартинсен опять был назначен командиром, пока его не сменил Ганс Альберт фон Леттов-Форбек, но последний был убит уже через два дня после назначения, и Мартинсен в звании оберштурмбаннфюрера СС снова стал командиром корпуса. 20 мая 1943 года корпус был распущен, а его личный состав был переведён в 24-й моторизованный полк СС «Данмарк» из 11-й добровольческой моторизованной дивизии СС «Нордланд».
28 июля 1943 года Мартинсен вернулся в Данию и возглавил добровольческий корпус СС «Шальбург». В октябре 1944 года его арестовали и отправили в берлинскую тюрьму, где гестаповцы допрашивали его. Затем его передали СД, но Мартинсен вырвался на свободу и бежал в Данию.
5 мая 1945 года Кнуд Мартинсен был арестован у себя дома за коллаборационизм и за два убийства. Одно из убийств случилось в марте 1944 года в штабе корпуса СС «Шальбург», когда Мартинсен застрелил сослуживца по имени Фриц Хеннинг Тоннис фон Эггерс, которого считал любовником своей жены.
25 июня 1949 года в 1:00 ночи в Копенгагене Мартинсен как коллаборационист по приговору суда был расстрелян в Копенгагене.